# (200120) 1996 GQ13
(200120) 1996 GQ13 es un asteroide perteneciente al cinturón de asteroides, descubierto el 11 de abril de 1996 por el equipo del Spacewatch desde el Observatorio Nacional de Kitt Peak, Arizona, Estados Unidos.

## Designación y nombre
Designado provisionalmente como 1996 GQ13.

## Características orbitales
1996 GQ13 está situado a una distancia media del Sol de 2,885 ua, pudiendo alejarse hasta 2,924 ua y acercarse hasta 2,846 ua. Su excentricidad es 0,013 y la inclinación orbital 3,992 grados. Emplea 1790,52 días en completar una órbita alrededor del Sol.

## Características físicas
La magnitud absoluta de 1996 GQ13 es 16,3.